# Tungussogyrinus
Tungussogyrinus is een geslacht van uitgestorven Batrachomorpha (basale 'amfibieën') uit de familie Branchiosauridae. Het is toegewezen aan zijn eigen onderfamilie Tungussogyrininae.
De typesoort Tungussogyrinus bergi werd in 1939 benoemd door Iwan Antonowitsj Efremow op basis van holotype PIN 206/1, een gedeeltelijk skelet.